# Francesc Cortada
Francesc Cortada (... - 1805) fou un músic i cantor català.
La seva activitat interpretativa es desenvolupà durant la segona meitat del segle xviii i els inicis del s. XIX i, probablement, a la cantúria de la capella de Sant Esteve d’Olot, durant l’època del mestre Alzina. Participà, com a músic i ajudant del mestre de capella, en activitats musicals com ara les desplegades en les cerimònies eclesiàstiques de la Setmana Santa i altres festes assenyalades. Fou contemporani als cantors Joan Espadaler i Ramon Vilaseca.